# Punta Campanella
Punta Campanella è un promontorio della Campania e un'area marina protetta istituita nel 1997 col nome area naturale marina protetta Punta Campanella. Il promontorio è situato tra la costiera sorrentina e la costiera amalfitana, dividendo il golfo di Napoli da quello di Salerno ed estendendosi su una superficie in mare di oltre 1500 ettari, tra i comuni di Massa Lubrense e Positano.. La riserva protegge circa 40 km di costa ed il mare antistante. È classificata come Area specialmente protetta di interesse mediterraneo.

## Territorio
Punta Campanella, o Punta della Campanella, è l'estrema propaggine della penisola sorrentina sulla costa tirrenica italiana. Ricade nel comune di Massa Lubrense, frazione Termini e nel comune di Positano, in costiera amalfitana.
Punta Campanella è separata dalla Bocca Piccola dall'isola di Capri. È sovrastata dal Monte San Costanzo di 497 metri, che fa parte della catena dei Monti Lattari, e ad est è delimitata dalla Baia di Jeranto.

### Fondali
L'Area marina protetta "Punta Campanella" è caratterizzata dalle falesie calcaree che scendono nel mare, creando pareti di roccia che scendono fino a 50 m e oltre di profondità. Ai piedi delle falesie, il paesaggio sottomarino è caratterizzato dalla piana fangosa, tipica anche del resto del Golfo di Napoli. La presenza di falesie a picco sul mare lascia poco spazio per spiagge e dolci pendenze sottomarine, per cui la flora e la fauna locale fotofila è molto poco presente (si limita ai primi 5-10 m), mentre appaiono anche a pochi metri dalla superficie organismi sciafili che si trovano abitualmente a profondità più importanti.
Fra i vegetali sciafili presenti sui fondali rocciosi della Punta, spiccano le alghe rosse (Peyssonnelia sp.), alcuni mesofili (Mesophyllum sp.) e la Jania rubens. I coralligeni rappresentano la popolazione più abbondante dell'ambiente marino, coprendo le rocce in strati sovrapposti di specie diverse. La tipica specie della zona era il corallo rosso, ma è stata distrutta nella zona dalla pesca selvaggia dei secoli XIX e XX. Si trovano anche numerose specie di spugne, idrozoi, briozoi e serpule. Gli antozoi sono anche molto diffusi nella Penisola Sorrentina; vi si trovano madrepore, gorgonie, zoantari.

## Storia
Punta Campanella era chiamata dai greci promontorio Ateneo. I greci vi edificarono un tempio alla dea Atena, l'Athenaion, la cui fondazione mitica è attribuita a Ulisse, anche se il promontorio era, fino a età romana, sotto controllo dei Sanniti. I romani praticarono sul luogo il culto della dea Minerva.
La presenza del tempio è attestata dalle fonti letterarie: sappiamo che nel 172 a.C., a Roma, il collegio dei decemviri decretò che, per espiare certi prodigi, si dovessero compiere sacrifici, oltre che sul Campidoglio, in Campania al tempio di Minerva. Ancora, il tempio compare anche nella Tabula Peutingeriana e Livio ne comunica la fama nella città di Roma. Per quanto riguarda l'archeologia, i ruderi tuttora visibili intorno alla torre saracena sono, con buone probabilità, dei resti del basamento di un tempio posto a sud della torre; più in basso, uscendo dal crepaccio, ai piedi dello strapiombo roccioso si è rinvenuta, non molti anni or sono, un'iscrizione in lingua osca scolpita direttamente sulla roccia, che fa riferimento al Templum Minervae soprastante; inoltre, i rinvenimenti nella zona di frammenti di ceramica, di monete e di terrecotte figurate di età preromana provengono sicuramente da una stipe votiva, riferibile con ogni probabilità proprio al santuario di Atena. In ogni modo, sulla posizione del santuario di Minerva a Punta Campanella la discussione rimane aperta. I resti di cinque terrazzamenti posti a Nord della torre sono da attribuirsi, con ogni probabilità, ad una villa che, data la sua posizione (la Villa Iovis di Capri è proprio di fronte), doveva essere di proprietà imperiale. Ben poco è rimasto di questo complesso a causa dell'esposizione agli agenti atmosferici e, soprattutto, per via delle diverse costruzioni che si sono succedute sul sito: torre di avvistamento, faro con casa del guardiano annessa, nuovo faro automatico costruito negli anni 1970, batterie poste dai Francesi al tempo di Murat per evitare lo sbarco degli Inglesi a Capri.
Oggi sul promontorio sorge la Torre di Minerva, fatta costruire da Roberto d'Angiò nel 1334, e rifatta nel 1566. La torre aveva una funzione di allarme in caso di attacchi dei saraceni e faceva parte di una serie di torri di avvistamento costruite lungo tutta la penisola sorrentina. Sulla torre veniva fatta suonare una campana in caso di allarme e questo, molto probabilmente, è l'origine del nome di Punta Campanella.

## Leggende
Il promontorio di Minerva era considerato sede delle sirene nell'antichità. Secondo una leggenda medievale, i saraceni, sbarcati a Sorrento, avevano saccheggiato tutto dalla chiesa di sant'Antonino abate, persino le campane. Quando i saraceni, che stavano scappando, si trovarono a Punta Campanella (secondo la tradizione il 14 febbraio, giorno di sant'Antonino), essi furono colti da una tempesta, che affondò la nave. Si dice anche che ogni anno, il giorno di san Valentino, la campana rubata, che diede il nome alla punta, rintocchi dal fondo del mare.